# Epinephelus indistinctus
Epinephelus indistinctus, thường được gọi là cá mú Somali, là một loài cá biển thuộc chi Epinephelus trong họ Cá mú. Loài này được mô tả lần đầu tiên vào năm 1991.

## Phân bố và môi trường sống
E. indistinctus có phạm vi phân bố nhỏ hẹp ở Tây Bắc Ấn Độ Dương. Loài này chỉ được tìm thấy tại 2 địa điểm: ngoài khơi bờ biển phía đông Somalia và ngoài khơi Oman. Cá trưởng thành sống xung quanh các rạn san hô và các bãi đá ngầm ở độ sâu khoảng từ 70 đến 200 m; cá con sống ở vùng nước nông hơn.

## Mô tả
E. indistinctus trưởng thành có chiều dài cơ thể lớn nhất đo được là 80 cm. Thân thuôn dài, hình bầu dục. Loài này được mô tả qua duy nhất một mẫu vật ngoài khơi Somalia; thân có màu nâu xám và không có bất kỳ một vệt đốm nào. Đuôi hơi bo tròn. Có 2 hàng răng nhỏ không đều nhau ở phần giữa của hàm dưới; phía trước hàm có nhiều răng nanh nhỏ.
Số gai ở vây lưng: 11; Số tia vây mềm ở vây lưng: 14; Số gai ở vây hậu môn: 3; Số tia vây mềm ở vây hậu môn: 8; Số tia vây mềm ở vây ngực: 18; Số vảy đường bên: 64.
Thức ăn của E. indistinctus là các loài cá nhỏ hơn, động vật thân mềm và động vật giáp xác. Chúng được đánh bắt ngẫu nhiên trong nghề cá, bằng dây và bẫy, và được bày bán tại chợ cá.